# Blasewitzer Straße
Die Blasewitzer Straße im Dresdner Stadtteil Johannstadt ist Teil einer wichtigen Hauptverkehrsader zwischen dem Dresdner Stadtzentrum und dem Schillerplatz in Blasewitz.

## Lage
Im Osten von Dresden befindet sich die heutige 3,1 Kilometer lange Hauptverkehrsachse Blasewitzer Straße, beginnend am Trinitatisplatz (an der Trinitatiskirche) und endend am Königsheimplatz. Zwischen Augsburger Straße und Schubertstraße verläuft die Stadtteilgrenze zwischen Johannstadt und Blasewitz. Einige Abschnitte an der südlichen Straßenseite gehören zum Stadtteil Striesen, der nicht deckungsgleiche statistische Stadtteil Striesen-West hat eine etwas längere Grenze entlang der Straße.

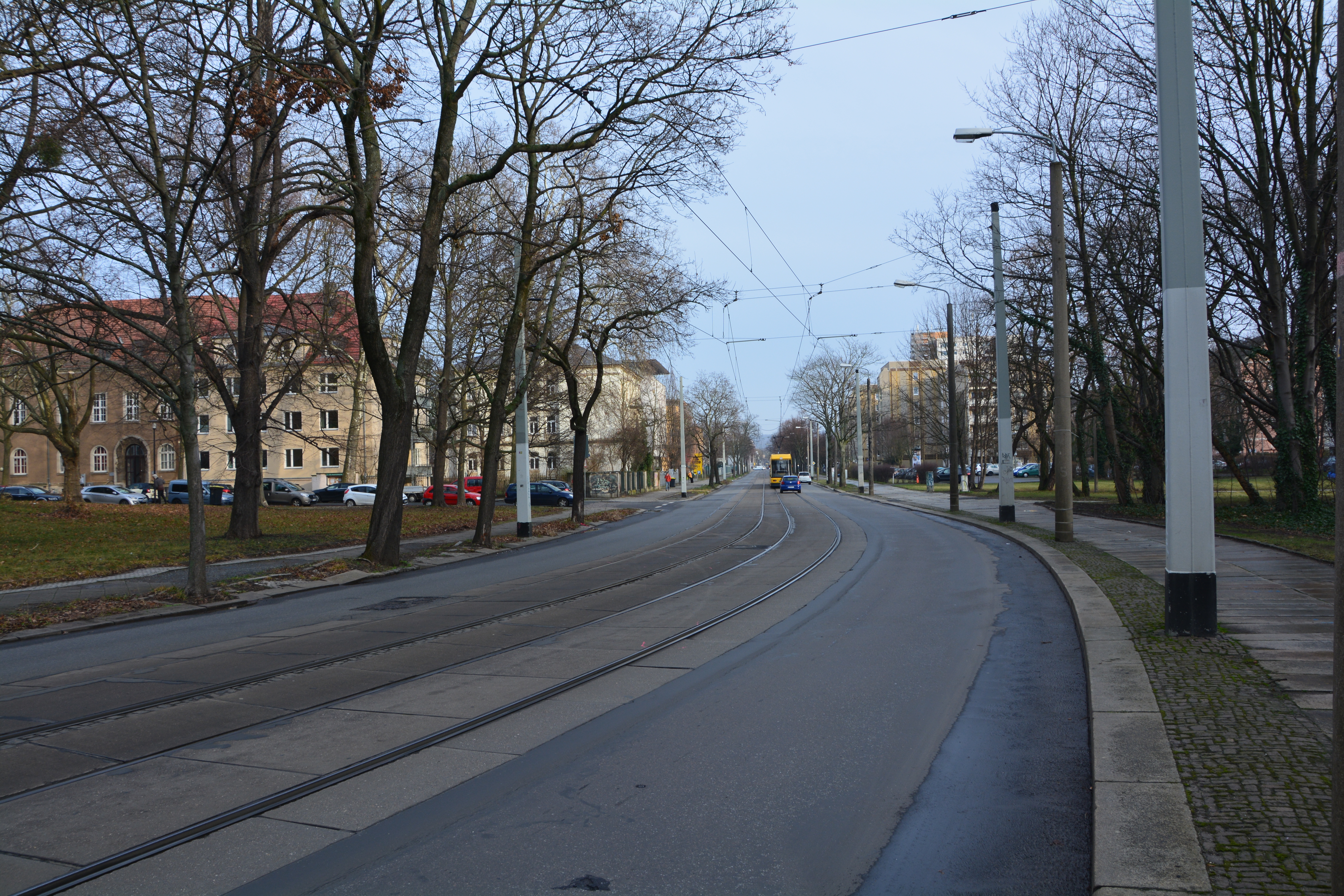
Blasewitzer Straße am Trinitatisplatz

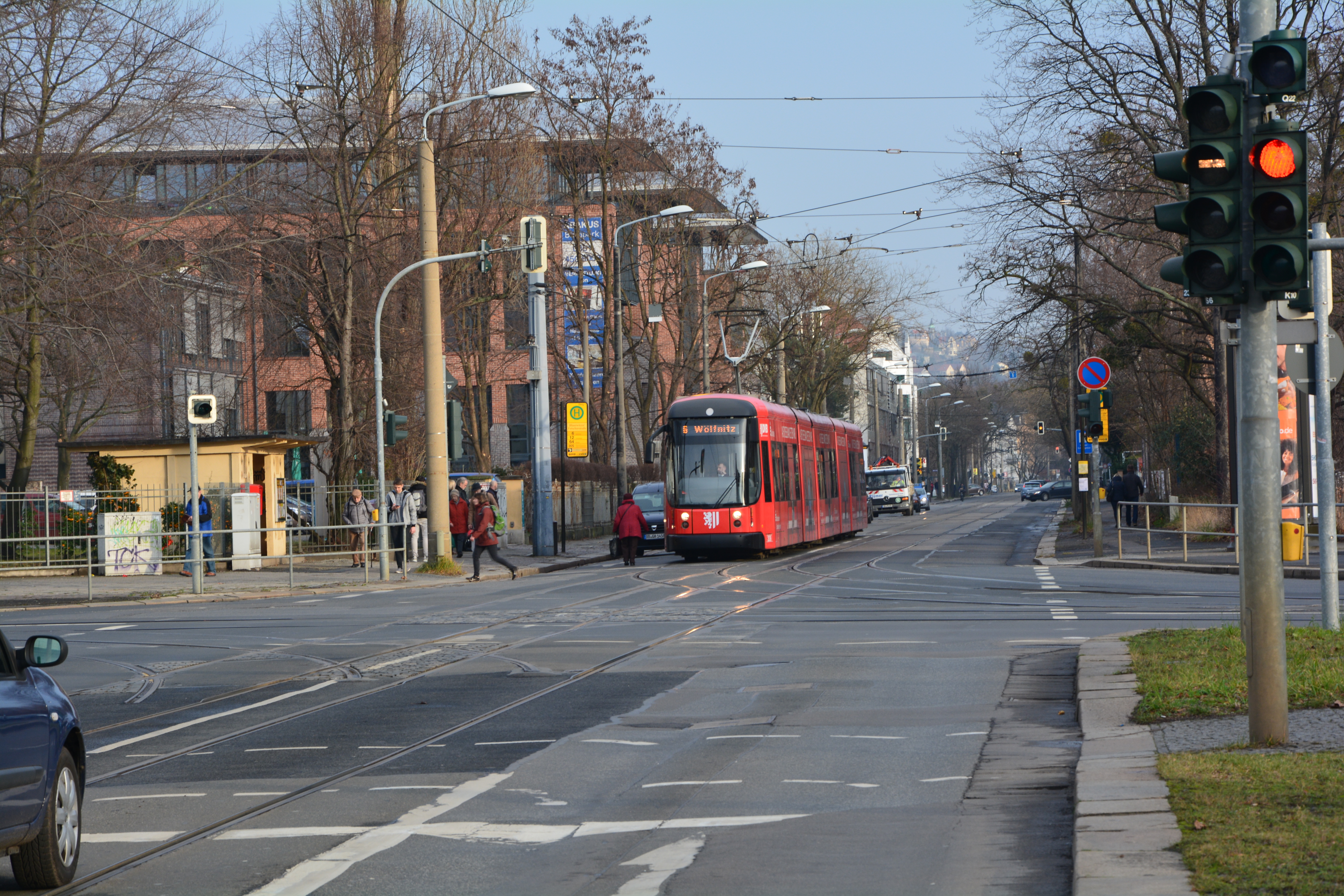
Kreuzung Blasewitzer Straße mit der Fetscherstraße

## Geschichte
Bereits im Mittelalter existierte ein Verkehrsweg zwischen der Pirnaischen Vorstadt in Dresden und dem slawischen Bauern- und Fischerdorf Blasewitz. Die östlich vor Dresden gelegene Besiedlung entwickelte sich besonders im 19. Jahrhundert zu einem begehrten Villenort und wurde von der Stadt Dresden im Jahr 1921 eingemeindet. Die Blasewitzer Straße ist somit eine der ältesten Verkehrsverbindungen im heutigen Stadtgebiet. Seit dem 18. Jahrhundert verbindet sie die Johannstadt mit dem benachbarten Dorf Blasewitz. Am sogenannten Ziegelschlag beim Eliasfriedhof nahm sie ihren Anfang und verlief in östlicher Richtung durch das damalige Waldgebiet, den Blasewitzer Tännicht. Vom Wald ist heute nur der Waldpark Blasewitz erhalten. Die um 1850 benannte Blasewitzer Straße gabelte sich am Trinitatisplatz, hier zweigte die Fiedlerstraße ab. Die Straßentangente endet am Königsheimplatz und geht in die Loschwitzer Straße in Richtung Schillerplatz über.

### 1870
Im Jahr 1872 nahm am 26. September die Dresdner Pferdebahn, betrieben von der Berliner Continental-Pferdeeisenbahn-Actiengesellschaft, zwischen dem Pirnaischen Platz und Blasewitz den Linienbetrieb auf. Die Pferdebahn hielt auf Zuruf, hatte aber auch feste Haltestellen, wie am Trinitatisplatz und in Blasewitz am Siegesplatz. Nach der Elektrifizierung gab es nur feste Haltestellen und diese wurden nach Fahrplan bedient. An der Blasewitzer Straße waren das in Richtung Königsheimplatz nach der Haltestelle Trinitatisplatz die weiteren Haltestellen Lortzingstraße, Fürstenstraße (heute Fetscherstraße), Augsburger Straße, Schubertstraße, Königsheimplatz. Im Jahr 1874 wurde das geltende Bauverbot für das Areal der Johannstadt aufgehoben. Die bis dahin landwirtschaftlich genutzten Wiesen und Ackerflächen sowie die ansässigen Ziegeleien wurden in Bauland umgewandelt. Darunter befand sich auch die am heutigen Sachsenplatz gelegene Ratziegelei, welche einen Großteil der Ziegelsteine für die Stadt herstellte. Mit einem vom Dresdner Stadtrat beschlossenen Bebauungskonzept begannen diverse Baugesellschaften mehrgeschossige Wohnbauten auch an der Blasewitzer Straße zu errichten. Es entstand ein reines Wohngebiet mit vier- bis fünfgeschossigen Mietshäusern, zwischen der Blasewitzer Straße und dem Gebiet zur Blumenstraße fanden einige industrielle Kleinunternehmer ihren Standort.

### 1900
Um 1900 entstanden an der Blasewitzer Straße einige kleinere Unternehmen. Zigarettenmanufakturen wie in der Hausnummer 10 die Firma Kunze, Blasewitzer Straße 17 die Firma Jasmatzi & Söhne, in der 49 war die Firma Sulima und die Firma Monopol in der Blasewitzer Straße 68 bis 70. Im Haus Nummer 21 befand sich die Sächsische Kartonnagen-Maschinenfabrik AG. Die berühmte Dresdner Kunstdruckerei Römmler & Jonas war in der Blasewitzer Straße 27 beherbergt. In der Blasewitzer Straße 66 hatte eine Niederlassung der Großmolkerei DREMA ihr Domizil. Neben den selbständigen Firmen und Geschäftshäuser wohnten bildende Künstler, Bildhauer, Maler und Schriftsteller sowie Handwerksbetriebe an der Blasewitzer Straße. An der heutigen Blasewitzer Straße 41 erinnert eine Gedenktafel an der Erfinder der ersten Kleinbild-Spiegelreflexkamera, Karl Nüchterlein. Er arbeitet als Werkmeister bei Zeiss Ikon, später dann bei Ihagee.

### 1945
Bei den mehrfachen Bombardierungen Dresdens 1945 wurden bis auf wenige Gebäude alle zerstört. Innerhalb von 20 Minuten versank ein bis dahin blühender Stadtteil in Schutt und Asche. Von den über 85000 Einwohner bewohnten um 1946 nur noch etwa 4000 den Stadtteil Johannstadt. Die Blasewitzer Straße mit dem angrenzenden Klinikum waren bis zum Königsheimplatz eine Trümmerwüste. Auf der ungeraden Straßenseite blieb das Gebäude Blasewitzer Straße 9 leicht zerstört und alle anderen total zerstört. Dieses Gebäude wurde nach 1990 saniert. Die Gebäude Blasewitzer Straße 41 und folgende wurden schwer zerstört und provisorisch bis in die 1950er Jahre zur Nutzung der Ihagee Kamerawerke hergerichtet. Ausnahmslos alle Gebäude auf der geraden Hausnummernseite wurden zerstört und nicht wieder instand gesetzt. Man unterschied in sogenannte Zerstörungsgrade:
| Nr. | Schaden       | Zerstörungsgrad | Gebäude |
| --- | ------------- | --------------- | ------- |
| 1   | leicht        | bis 10 %        | 2       |
| 2   | mittel        | 30 %            | 4       |
| 3   | schwer        | 60 %            | 11      |
| 4   | bedingt total | 75 %            | 31      |
| 5   | Total         | 100 %           | 46      |

Im Jahr 1946 begann die flächenartige Enttrümmerung, wobei keine Rücksicht auf erhaltenswerte Gebäude oder Gebäudeteile genommen wurde. Es wurde schließlich ein Kubikmeter Trümmermasse mit 13,37 RM oder 7,40 pro Tonne verrechnet. Die Trümmermassen wurden auf dem Dürerplatz im Stadtteil Johannstadt sortiert und danach mit der Trümmerbahn zur Halde abtransportiert. Die Halde befand sich am Elbufer zwischen Fetscherstraße und Blasewitz. Dort wurden circa 1,5 Millionen Kubikmeter Schutt verkippt. Insgesamt über 20 verschiedene Baufirmen, darunter Elbtal Hoch Tief, Strabag, Philipp Holzmann, Dyckerhoff & Widmann und weitere Firmen beteiligten sich an der Enttrümmerung der über 15 km² zerstörten Stadtgebiete.

### 1954
Während einige zerstörte Gebäude vereinzelt wieder nutzbar instand gesetzt wurden, begann der zögerliche eigentliche Wiederaufbau der Stadtteile Johannstadt und Blasewitz im Jahr 1954. Dazu wurde ein Betonwerk an der Gerokstraße errichtet und in Betrieb genommen. Aus zermahlenen Trümmerschutt entstanden Großblockplatten für den Wohnungsbau. Ab dem Jahr 1960 entstanden bis 1990 Plattenbauten des Typs WBS 70.

### Nach 1990
Nach der politischen Wende in der DDR endet das ziellose Bauen durch verfehlte Planung, Materialengpässe und von der Politik vorgegebene Sparzwänge. So entstanden neue moderne Büro- und Geschäftsgebäude, Schwesternheime, Wohngebäude und industrielle Bauten. Der desolate Straßenbelag wurde teilweise erneuert und die Straßenbahngleise der Linien 6 und 12 modernisiert. Diese Linien bedienen die vorher genannten Haltestellen und werden durch die Buslinien 62 und 64 ergänzt. Die ruinösen Gebäude der Kamerawerke des ehemaligen Kombinates Pentacon wurden abgerissen und durch einen neuen Bürogebäudekomplex ersetzt. Das 1953 errichtete Studentenwohnheim wurde ebenfalls im Jahr 2011 saniert und beherbergt heute die zum Universitätsklinikum Carl Gustav Carus Dresden zugehörige Dermatologische Poliklinik.